# Nikolái Bulganin
Nikolái Aleksándrovich Bulganin (en ruso Никола́й Алекса́ндрович Булга́нин (nótese que su apellido es grave y no agudo); (Nizhni Nóvgorod, 30 de mayojul./ 11 de junio de 1895greg.-Moscú 24 de febrero de 1975) fue un militar y político soviético, que se desempeñó como Ministro de Defensa de 1953 a 1955, y posteriormente como presidente del Consejo de Ministros de la Unión Soviética desde 1955 hasta 1958.

## Biografía
Bulganin nació en 1895 en Nizni Nóvgorod. Hijo de un oficinista, era de etnia rusa.  Comenzó su carrera en 1915 como estudiante de ingeniería eléctrica, luego trabajó como oficinista. Se afilió al Partido Bolchevique en marzo de 1917 y fue reclutado en 1918 en la Cheka, la policía política del régimen bolchevique, donde sirvió hasta 1922. Durante el verano de 1918, trabajó con Lazar Kaganovich, el líder comunista local, en la imposición del Terror Rojo en Nizni Nóvgorod. Volvió a trabajar con Kaganovich en Turquestán en 1920. Tras la guerra civil rusa (1917-1923), Bulganin se convirtió en gerente industrial y trabajó en la administración eléctrica hasta 1927. Fue director del suministro eléctrico de Moscú de 1927 a 1931. De 1931 a 1937, fue presidente del comité ejecutivo del Soviet de la ciudad de Moscú (el equivalente a alcalde). Accedió al cargo poco después de que Kaganovich fuera puesto al frente de la organización del partido moscovita.
En 1934, el XVII Congreso del Partido Comunista eligió a Bulganin como candidato a miembro del Comité Central. Leal estalinista, fue ascendido rápidamente a medida que otros dirigentes caían víctimas de la Gran Purga de José Stalin en 1937 y 1938. En julio de 1937, Bulganin fue nombrado presidente del Consejo de Comisarios del Pueblo (el equivalente a primer ministro) de la República Socialista Federativa Soviética de Rusia (RSFSR) tras la detención del anterior titular, Daniil Sulimov. Bulganin se convirtió en miembro de pleno derecho del Comité Central ese mismo año. En septiembre de 1938, fue nombrado vice primer ministro de la Unión Soviética y director del Banco Estatal de la URSS (Gosbank).

## Segunda Guerra Mundial
Durante la Segunda Guerra Mundial, Bulganin desempeñó un papel destacado en el gobierno y en el Ejército Rojo, aunque nunca fue comandante de primera línea. Su primer destino fue como comisario político jefe en el Frente Occidental, que comandaba Marshal Timoshenko. Ocupó puestos similares hasta julio de 1944, cuando fue nombrado representante soviético en el Comité Polaco de Liberación Nacional. El 18 de noviembre de 1944 recibió el grado de general y tres días más tarde sustituyó a Marshal Voroshilov en el Comité de Defensa del Estado. También fue nombrado viceministro de Defensa de la URSS, siendo el ministro Joseph Stalin.

Desde que Bulganin fue ascendido al rango de general, prefería aparecer en todas partes con uniforme militar, aunque no era duro ni tenía carácter militar nato. Pero de vez en cuando solía maldecir. Y, por supuesto, no era un estratega en absoluto. Recuerdo que en 1941 llegamos a la posición del Frente Oeste (Unión Soviética). Sobre nuestras cabezas, en dirección a Moscú, tranquilamente, en formación, con un estruendo parejo, volaban los bombarderos alemanes. Bulganin de repente se puso nervioso, corrió de un lado a otro y comenzó a gritar: "¿Por qué no los derribamos? ¿Por qué no lo golpeamos?" Zhúkov levantó la vista del mapa, lo miró con firmeza y dijo: "¡No te preocupes tanto, Nikolái! Si empezamos a derribarlos, empezarán a bombardear las posiciones de nuestras tropas. Que les disparen desde allí abajo, por la retaguardia, los que se supone que deben hacerlo." Pero como ejecutivo de negocios, Zhúkov lo apreciaba mucho y estaba tranquilo sobre la parte trasera del frente, si Bulganin era miembro del Consejo Militar.
-Memorias de Mijaíl Smirtiukov

### Posguerra
En marzo de 1946, Bulganin se convirtió en candidato a miembro del  XVIII Politburó del Partido Comunista. Fue ascendido a Mariscal de la Unión Soviética y ministro de Fuerzas Armadas en 1947, así como vice primer ministro. Además, ingresó como miembro del Politburó del Partido Comunista en 1948. Su nombramiento como ministro de fuerzas armadas, a pesar de ser un político civil, fue probablemente por el deseo de Stalin de mantener un control sobre los demás líderes militares de postguerra, para evitar que estos surgieran como líderes populares capaces de desafiar a Stalin. 
En marzo de 1949, Bulganin fue reemplazado como ministro de Defensa por Aleksandr Vasilevski, un militar de carrera, y él pasó a ser ministro de industria armamentística.

### Después de Stalin
Después de la muerte de Stalin en marzo de 1953, y el Ministerio de Fuerzas Armadas y del Ejército se unificaron el Ministerio de Defensa, Bulganin fue elegido ministro del nuevo ministerio. Apoyó a las reformas de desestalinización de Nikita Jrushchov, entonces Secretario General del Partido Comunista de la Unión Soviética, por lo que fue recompensado convirtiéndose en presidente del Consejo de Ministros en 1955, sustituyendo en el cargo a Gueorgui Malenkov, contra quien Jrushchov había tenido una disputa de poder. Como jefe de Gobierno soviético, asistió a la conferencia de las Grandes Potencias en Ginebra. junto con Jrushchov realizaron viajes juntos a India, Yugoslavia y Gran Bretaña, donde fueron conocidos en la prensa como «el show de J y B.» Durante la crisis de Suez de octubre a noviembre de 1956, Bulganin envió cartas a los gobiernos del Reino Unido , Francia e Israel amenazando con ataques con cohetes en Londres, París y Tel Aviv si no retiraban sus fuerzas de Egipto. En una carta al primer ministro israelí, David Ben-Gurión, Bulganin escribió: "Israel está jugando con el destino de la paz, con el destino de su propio pueblo, de manera criminal e irresponsable; [...] lo que pondrá en duda [marcar] sobre la existencia misma de Israel como Estado".
Hacia 1957, sin embargo, Bulganin había llegado a compartir las dudas sostenidas sobre las políticas liberales de Jrushchov por el llamado «Grupo Antipartido», conducido por Viacheslav Mólotov. En junio, cuando los estalinistas trataron de quitar a Jrushchov del poder en una reunión del Politburó del Partido, Bulganin vaciló entre los dos bandos. Cuando el Grupo Antipartido fue derrotados y desplazados del poder, Bulganin sobrevivió un tiempo, pero en marzo de 1958, en una sesión del Sóviet Supremo, Jrushchov forzó su dimisión. Fue designado presidente del Banco Estatal soviético, un trabajo que había tenido dos décadas antes, pero en septiembre Bulganin fue enviado a Stávropol como presidente del Consejo Económico Regional, un cargo simbólico, y en febrero de 1960 fue jubilado con una pensión. Falleció el 24 de febrero de 1975 tras una larga enfermedad a los 79 años. Fue enterrado en el cementerio Novodévichi.

## Personalidad
Bulganin alcanzó el más alto rango en el Ejército Rojo, a pesar de haber servido sólo como oficial político. Su papel era garantizar que ninguno de los auténticos comandantes de guerra, en particular Marshal Zhukov, llegara a ser lo suficientemente poderoso como para amenazar a Stalin. Pavel Sudoplatov, que participó con él en conferencias en el Kremlin, escribió despectivamente sobre cómo Bulganin no entendía conceptos militares elementales. Sudoplatov añadió:

Bulganin tenía fama de evitar las decisiones. Cartas solicitando acciones urgentes permanecían sin firmar durante meses. Toda la secretaría del Consejo de Ministros estaba furiosa con su estilo de trabajo, especialmente cuando Stalin le dejó al cargo mientras él estaba de vacaciones en el Cáucaso.... La apariencia de Bulganin era engañosa. A diferencia de Jruschov o Beria, Bulganin siempre iba elegantemente vestido y parecía un viejo noble, con el pelo canoso bien peinado y perilla. Más tarde supe que era un gran bebedor y un admirador de las bailarinas y cantantes del Teatro Bolshói. Era un hombre sin principios políticos, sólo el obediente servidor de cualquier líder.

En marzo de 1949, Bulganin fue sustituido como ministro de Defensa por un militar de carrera, Aleksandr Vasilevsky, y luego fue responsable de la industria armamentística.
Por el contrario, un informe de 1955 de la Agencia Central de Inteligencia estadounidense sugiere que el desempeño de Bulganin en el Banco Estatal demostró una gran inteligencia y su capacidad para aprender con rapidez:

Bulganin impresionó a quienes habían trabajado con él en el Banco del Estado, entre ellos un famoso experto en banca, por su gran inteligencia, sus modales suaves y su capacidad para aprender en muy poco tiempo los problemas más especiales y difíciles.

## Vida privada
Estaba casado con Elena Mikhailovna (de soltera Korovina, 1900-1986), profesora de inglés en una escuela de Moscú. Tuvieron un hijo llamado Leo y una hija llamada Vera. Su hija se casó con el almirante Nikolái Kuznetsov. 

## Premios y condecoraciones
- Héroe del Trabajo Socialista
- Orden de Lenin (2)
- Orden de la Bandera Roja
- Orden de Suvórov 1.ª y 2.ª clase
- Orden de Kutúzov
- Orden de la Estrella Roja

| Predecesor: Gueorgui Malenkov | Primer ministro de la Unión Soviética 1955 - 1958 | Sucesor: Nikita Jrushchov |